# Hyperaspis pseudopustulata
Glansdvärgpiga (Hyperaspis pseudopstulata) är en skalbaggsart som beskrevs av Étienne Mulsant 1853. Hyperaspis pseudopustulata ingår i släktet Hyperaspis, och familjen nyckelpigor. Arten är reproducerande i Sverige.